# Elecciones presidenciales de Mongolia de 2021
Las elecciones presidenciales se celebraron en Mongolia el 9 de junio de 2021. El resultado fue una victoria para Ukhnaagiin Khürelsükh del Partido del Pueblo de Mongolia, que recibió el 72% de los votos válidos.

## Sistema electoral
Después de las enmiendas constitucionales de 2019, el presidente es elegido mediante el sistema de balotaje por un período de seis años y solo puede cumplir un período. Anteriormente, el mandato era de cuatro años y renovable una vez. Los partidos políticos con representación en el Gran Jural del Estado pueden nominar candidatos. El presidente electo debe renunciar a cualquier partido político antes de su toma de posesión. Los presidentes pueden ser destituidos a través de una mayoría de dos tercios de votos por el Gran Jural del Estado si son declarados culpables por abusar de sus poderes o violar el juramento presidencial.
Los artículos 97.9 y 99.2 de la ley electoral determinan cómo se cuentan los votos, teniendo en cuenta las papeletas en blanco para determinar si un candidato ha cruzado el umbral del 50%. Si ningún candidato obtiene la mayoría de todos los votos emitidos en la segunda vuelta (incluidos los votos en blanco), el artículo 8.6.2 de la ley electoral exige que se celebren nuevas elecciones.

## Candidatos
La Comisión de Elecciones Generales registró tres candidatos:
- Ukhnaagiin Khürelsükh (Partido del Pueblo de Mongolia)
- Sodnomzunduin Erdene (Partido Demócrata)
- Dangaasürengiin Enkhbat (Partido Laborista Nacional, apoyado por la Coalición Electoral de la Persona Correcta)

## Encuestas
El ex primer ministro Ukhnaagiin Khürelsükh lideró las encuestas de opinión según una encuesta del MEC en abril de 2021.

## Resultados
Las urnas se abrieron a las 7 a. m. en 2087 colegios electorales en todo el país para los 2,1 millones de votantes registrados, con medidas de seguridad debido a la pandemia de COVID-19 en Mongolia. La votación terminó a las 10 de la noche. Khürelsükh y Erdene votaron en Ulán Bator, mientras que Enkhbat recibió un diagnóstico positivo de COVID-19 y votó en el hospital donde fue hospitalizado.
|  | 72.02 % |

|  | 67.76 % |

|  | 21.60 % |

|  | 20.32 % |

|  | 6.37 % |

|  | 5.99 % |

|  | 100.0 % |

|  | 94.08 % |

|  | 5.92 % |

|  | 100.0 % |

|  | 59.29 % |